# Мутал
Мута́л (рос. Мутал, башк. Мотал) — присілок у складі Куюргазинського району Башкортостану, Росія. Входить до складу Шабагіської сільської ради.